# Gruppo misto nella XIX legislatura
Il Gruppo misto nella XIX legislatura è un gruppo parlamentare costituito sia alla Camera dei deputati che al Senato della Repubblica.

## Camera dei Deputati

### Ufficio di presidenza
| Carica         | Deputato          | Componente di appartenenza |
| -------------- | ----------------- | -------------------------- |
| Presidente     | Manfred Schullian | Minoranze linguistiche     |
| Vicepresidenti | Renate Gebhard    | Minoranze linguistiche     |
| Vicepresidenti | Riccardo Magi     | +Europa                    |

### Componenti politiche
| Denominazione componente | Denominazione componente           | Data costituzione | Deputati che ne fanno parte                                                                              |
| ------------------------ | ---------------------------------- | ----------------- | --- |
|                          | Minoranze linguistiche (Min.Ling.) | 19 ottobre 2022   | 4 (Renate Gebhard, Franco Manes, Manfred Schullian, Dieter Steger)                                       |
|                          | +Europa (+Europa)                  | 19 ottobre 2022   | 3 (Benedetto della Vedova, Riccardo Magi, Luca Pastorino)                                                |
|                          | Non iscritti                       | 18 ottobre 2022   | 6 (Lorenzo Cesa, Francesco Gallo, Luigi Marattin, Manlio Messina, Emanuele Pozzolo, Aboubakar Soumahoro) |

### Componenti cessate
| Denominazione componente | Denominazione componente                                                                       | Data costituzione | Data scioglimento |
| ------------------------ | ---------------------------------------------------------------------------------------------- | ----------------- | ----------------- |
|                          | Noi Moderati (Noi con l'Italia, Coraggio Italia, UDC, Italia al Centro) - MAIE (NM(N-C-U-I)-M) | 19 ottobre 2022   | 27 ottobre 2022   |
|                          | Alleanza Verdi e Sinistra (AVS)                                                                | 19 ottobre 2022   | 27 ottobre 2022   |

## Senato della Repubblica

### Ufficio di Presidenza
| Carica     | Senatore               | Componente di appartenenza |
| ---------- | ---------------------- | -------------------------- |
| Presidente | Giuseppe De Cristofaro | Alleanza Verdi e Sinistra  |
| Tesoriere  | Tino Magni             | Alleanza Verdi e Sinistra  |

### Componenti politiche
| Denominazione componente | Denominazione componente        | Data costituzione | Senatori che ne fanno parte                            |
| ------------------------ | ------------------------------- | ----------------- | ------------------------------------------------------ |
|                          | Alleanza Verdi e Sinistra (AVS) | 24 ottobre 2022   | 3 (Ilaria Cucchi, Giuseppe De Cristofaro e Tino Magni) |
|                          | Azione-Renew Europe (Az-RE)     | 9 novembre 2023   | 2 (Carlo Calenda e Marco Lombardo)                     |
|                          | Non iscritti                    | 18 ottobre 2022   | 3 (Mario Monti, Renzo Piano, Liliana Segre )           |